# رحلات جوية من جوجل
رحلات جوية من جوجل (بالإنجليزية: Google Flight)‏ هو موقع ويب من نوع محرك بحث أنشئ في 13 سبتمبر 2011، الموقع ملك جوجل، ويقع مقره الرئيسي في الولايات المتحدة، ومحتواه الأساسي حول سفرة عبر الطائرة.

## وصلات خارجية
- الموقع الرسمي